# Hieracium abrupticuspis
Hieracium abrupticuspis es una especie de planta con flor del género Hieracium, de la familia Asteraceae, orden Asterales.

## Distribución
Hieracium abrupticuspis se distribuye por Suecia.

## Taxonomía
Fue descrita científicamente por Folin. Fue publicada en Ark. Bot. 28A(2): 33 (1936).